# Conima (distrito)
Conima é um distrito do Peru, departamento de Puno, localizada na província de Moho.

## Transporte
O distrito de Conuima é servido pela seguinte rodovia:
- PE-34I, que liga o distrito de Moho à cidade de Huancané [1][2][3]